# Peter Biron
Peter rijksgraaf van Biron (Mitau, 15 februari 1724 - Gellenau, 13 januari 1800) was van 1769 tot 1795 de laatste hertog van Koerland en Semgallen.

## Leven
Hij was de oudste zoon van Ernst Johann Biron en Benigna Gottlieb von Trotha genannt Treyden. In 1741 volgde hij zijn vader in diens ballingschap naar Siberië en later naar Jaroslavl. Peter III van Rusland herriep de verbanning in 1762 en benoemde Peter in datzelfde jaar tot generaal-majoor van de cavalerie. In 1769 volgde hij zijn vader, die in 1763 door Catharina de Grote op de troon was hersteld, op als hertog van Koerland.
Peters heerschappij werd gekenmerkt door een openlijke ontevredenheid van de Koerse Staten, die zich zelfs bij het Russische hof over hem beklaagden. Hij begon zich meer op het westen te richten en kocht in Silezië onder meer het hertogdom Sagan (1786) en de heerlijkheid Deutsch Wartenberg (1787) en in Bohemen de heerlijkheid Nachod (1792). Toen met de Derde Poolse Deling in 1795 een einde kwam aan het bestaan van de staat Polen - waartoe Koerland formeel behoorde - deed Peter afstand van zijn rechten ten gunste van Rusland. Ter compensatie ontving hij 500.000 dukaten en een jaargeld van 50.000 dukaten. Hierna trok hij zich met zijn gezin terug in Sagan. Hij stierf in 1800.

## Huwelijken en kinderen
Peter huwde in 1765 Caroline van Waldeck-Pyrmont (1748-1782), een dochter van vorst Karel August. Het huwelijk bleef kinderloos en werd in 1772 ontbonden. In 1774 trouwde hij met Eudoxia Joesoepova (1743-1780), dochter van de Russische senator prins Boris Joesoepov. Ook bij haar verwekte hij geen kinderen en na in 1778 van haar gescheiden te zijn huwde hij met de Koerse gravin Anna Charlotta Dorothea von Medem (1761-1821). Uit dit huwelijk werden vijf kinderen geboren:
- Catharina Frederika Wilhelmina Benigna (1781-1839), genoemd Wilhelmine von Sagan, achtereenvolgens gehuwd met Jules de Rohan-Guéméné, Vasili Troebetskoj en Carl Rudolf von der Schulenburg
- Marie Louise Pauline (1782-1845), gehuwd met vorst Frederik Herman Otto van Hohenzollern-Hechingen
- Johanna Catharina (1783-1876), gehuwd met Francesco Pignatelli, hertog van Accerenza
- Peter (1787-1790)
- Johanna Dorothea (1793-1862), gehuwd met Edmond de Talleyrand-Périgord

Omdat Peter geen zoons naliet, had Catharina de Grote zijn neef Gustaaf Callixtus tot opvolger bestemd.
Godhard Kettler · Frederik I Kettler en Willem Kettler · Frederik I Kettler · Jacob Kettler · Frederik II Casimir Kettler · Frederik III Willem Kettler · Anna Ivanovna van Rusland · Maurits van Saksen (rivaal) · Ferdinand Ketler · Ernst Johann Biron · Lodewijk Ernst van Brunswijk-Lüneburg-Bevern · Karel van Saksen · Ernst Johann Biron · Peter Biron